# 구본상의 허심탄회
구본상의 허심탄회는 MBC충북 표준FM에서 평일 오전 11시 5분부터 낮 12시까지 방송하는 충북 전지역의 라디오 시사교양 프로그램이다.

## 진행
- 구본상 아나운서

## 코너소개
- 월 : 박마리의 이주의 단어
- 화 : 신용한의 한입 경제
- 수 : 무비자 정치여행
- 목 : 김정진의 밥상머리 교육
- 금 : 감초교장의 희망얼굴 / 강가희의 브런치북